# Steven Langton
Steven Langton (n. 15 aprilie 1983, Melrose⁠(d), Massachusetts, SUA) este un bober ce a reprezentat Statele Unite ale Americii, medaliat olimpic. A participat la 3 ediții ale Jocurilor Olimpice (2010, 2014, 2018) în care a câștigat două medalii de argint.